# Johann Rodenberg
Johann Rodenberg (auch: Rotenburg; * 1572 in Antwerpen; † 23. Juli 1617 in Greifenberg) war ein holländischer evangelischer Theologe und Dichter.

## Leben
Der Sohn eines aus Preußen eingewanderten Kaufmanns musste nach dem gewaltsamen Tod seiner Mutter, zur Zeit der Statthalterschaft des Fernando Álvarez de Toledo, Herzog von Alba, nach Deutschland fliehen. Nachdem Rodenberg am 25. Mai 1589 ein Studium an der Universität Wittenberg aufgenommen hatte, widmete er sich den Studien der Philosophie und der Geschichte. Im Sommersemester 1589 wechselte er an die Universität Jena. Er fand eine Anstellung als Hauslehrer zweier Adliger, mit denen er am 29. Oktober 1596 die Universität Heidelberg bezog. Als er 1610 auch die Universität Leipzig besucht hatte, wurde er vom Kurfürsten von Sachsen 1613 als Nachfolger von Friedrich Taubmann als Professor der Poetik an die Universität Wittenberg verpflichtet.
Dazu erwarb er am 12. Oktober 1613 den akademischen Grad eines Magisters der Philosophie. Während jener Zeit arbeitete er 1614 an der grammatikalischen Aufbereitung der Schriften des Julius Caesar Scaliger, des Petrus Ramus, des Nicodemus Frischlin, des Johannes Wanckel, des Johannes Rhenius, des Adam Siber und des Joachim Zehner. Seine Professur erachtete er allerdings nur als Sprungbrett, wendete sich einem theologischen Studium zu, absolvierte 1615 das Lizentiat der Theologie und folgte im selben Jahr einem Ruf nach Danzig, wo er am 10. September eine Gymnasialprofessur der Theologie übernahm und Prorektor wurde. Seine Bildung war so anerkannt, dass man ihn viva Bibliotheca (lebende Bibliothek) nannte. Jedoch ist er nicht lange in seinem Amt geblieben. Er wurde geisteskrank, ging nach Greifenberg zu seiner dorthin verheirateten Schwester, wo er nach kurzer Leidenszeit verstarb.

## Werkauswahl
1. Disput. De muri Babylonis Romanae demolitione. Wittenberg 1615
2. Carmina. 1602 (Gedichtsammlung)